# قياس شرطي
القياس الشرطي القياس الذي يحوي قضية شرطية واحدة على الأقل، وهو أنواع عدة.

## الخالص
القياس الشرطي الخالص (المطلق) وهو ما كانت قضاياه الثلاث شرطية سواء أكانت شرطية متصلة أم شرطية منفصلة.

## المختلط
القياس الاستثنائي المختلط نوعان: فرضي حملي ومنفصل حملي.

### الفرضي الحملي
القياس الفرضي الحملي هو ما كانت مقدمته الكبرى قضية شرطية متصلة وصغراه حملية ونتيجته حملية.

### المنفصل الحملي
القياس المنفصل الحملي هو ما كانت مقدمته الكبرى شرطية منفصلة ومقدمته الصغرى حملية ونتيجته حملية.

## الإحراج
قياس الإحراج وهو ما كانت مقدمته الكبرى مؤلفة من قضيتين شرطيتين متصلتين ومعطوفتين ومقدمته الصغرى قضية شرطية منفصلة، إما أن تثبت مقدمة الكبرى أو أن تنكر التاليتين منها، وتكون نتيجته إما حملية أو شرطية منفصلة.